# 오디오 장비

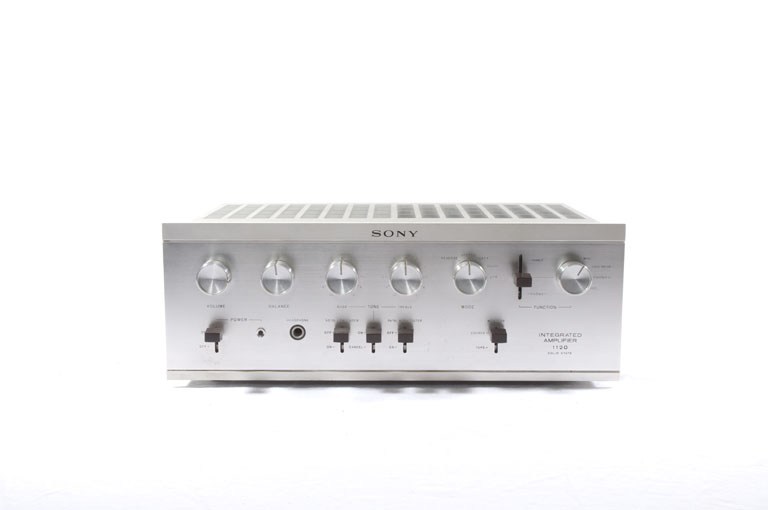
오디오 앰프

오디오 장비는 소리를 재생하고 녹음하고 처리하는 장치이다. 여기에는 마이크로폰, 무선 리시버, AV 리시버, CD 플레이어, 테이프 레코더, 앰프, 믹싱 콘솔, EU(이펙트 유닛), 헤드폰, 스피커가 포함된다.
오디오 장비는 음악회, 바, 회의실, 그리고 재생, 녹음, 음량 강화가 필요한 가정 등 각기 다른 수많은 시나리오에서 널리 사용된다.

## 같이 보기
- 녹음과 재생